# جف اسمیت (دوچرخه‌سوار)
جف اسمیت (انگلیسی: Geoff Smith؛ زادهٔ ۲۳ سپتامبر ۱۹۴۲) دوچرخه‌سوار اهل استرالیا است. وی در بازی‌های المپیک تابستانی ۱۹۶۰ شرکت کرده است.